# Vincenzo Aiello
Vincenzo Aiello (Catania, 1953) è un mafioso italiano, legato a Cosa Nostra. Agendo spesso dietro le quinte, è stato a lungo considerato un fidato collaboratore e leale confidente di Nitto Santapaola, l’ex indiscusso capo della Famiglia di Catania.

## Carriera criminale
Nel 1992, Aiello avrebbe fatto parte di una delegazione che incontrò figure di spicco dei Corleonesi, tra cui Giovanni Brusca, Leoluca Bagarella e Antonino Gioè, per sancire l’affiliazione di Santo Mazzei alla Famiglia di Catania. Dopo l’arresto di Benedetto Santapaola nel 1993, Aiello sarebbe stato nominato suo successore. Tuttavia, la sua leadership fu di breve durata. Dopo un periodo di latitanza durato otto mesi, Aiello fu arrestato nell’agosto del 1994 durante l’operazione antimafia "Orsa Maggiore", la più vasta indagine contro la criminalità organizzata mai condotta a Catania fino ad allora.
Aiello riapparve sulle cronache nell’ottobre del 2009, quando fu arrestato durante un vertice mafioso clandestino a San Pietro Clarenza. L’incontro, secondo quanto riportato, era guidato da Santo La Causa, uno dei latitanti più ricercati d’Italia, e si riteneva fosse una riunione strategica della Famiglia dia Catania volta a contrastare l’ascesa del clan rivale Cappello.
Nel 2017, Aiello è stato condannato all’ergastolo per il duplice omicidio di Angelo Santapaola e del suo autista-guardaspalle Nicola Sedici, assassinati in un mattatoio dismesso lungo la strada Catania–Gela. Attualmente detenuto nel carcere di Bancali, è stato trasferito temporaneamente a Rebibbia per motivi di salute. Nel 2018, Aiello è stato coinvolto in un alterco con un agente di polizia penitenziaria in seguito a un’ispezione della cella, episodio che ha portato all’incriminazione per oltraggio e resistenza a pubblico ufficiale. Secondo l’accusa, avrebbe minacciato l’agente con uno spazzolone, mentre Aiello ha sostenuto di essersi semplicemente informato sulla rimozione di effetti personali, sentendosi provocato dal comportamento dell’agente.
Anche dal carcere, Aiello avrebbe continuato a esercitare un'influenza all'interno di Cosa Nostra. Le testimonianze del collaboratore di giustizia Carmelo Aldo Navarria hanno rivelato che Aiello inviava lettere scritte a mano per comunicare direttive strategiche, evitando i tradizionali "pizzini" mafiosi. In una di queste lettere, avvertiva Navarria che la fazione di Monte Po non era allineata con la linea ufficiale dei Santapaola, rafforzando così l’autorità di Vincenzo Santapaola, figlio di Nitto. I messaggi di Aiello influenzarono cambi di fedeltà e decisioni operative all’interno del clan, sottolineando il suo ruolo ancora rilevante nei meccanismi interni dell’organizzazione.